# Stipe Miocic
Stipe Miocic (* 19. August 1982 in Euclid, Ohio) ist ein US-amerikanischer Mixed-Martial-Arts-Kämpfer kroatischer Herkunft und ehemaliger Champion der UFC-Schwergewichtsklasse.

## Karriere
Stipe Miocic war ein erfolgreicher Amateurboxer und Collegeringer in der ersten Division der NCAA. Seinen ersten MMA-Kampf absolvierte er 2010 im fortgeschrittenen Alter von 27 Jahren. Nachdem er seine ersten sechs Kämpfe vorzeitig gewonnen hatte, debütierte er im Oktober 2011 erfolgreich gegen Joey Beltran in der UFC. Nach zwei weiteren Siegen erlitt er im September 2012 gegen Stefan Struve seine erste Niederlage. Nach Siegen über Roy Nelson, Gabriel Gonzaga und Fábio Maldonado kämpfte Miocic im Dezember 2014 gegen Ex-Champion Junior dos Santos, dem er in einem spektakulären Fight nur äußerst knapp nach Punkten unterlag. Nach Knockout-Erfolgen gegen Mark Hunt und Andrei Arlovski durfte Miocic im Mai 2016 UFC 198 erstmals um den UFC-Schwergewichtstitel kämpfen, galt allerdings gegen den Titelverteidiger Fabrício Werdum in dessen brasilianischer Heimat nur als Außenseiter. Es dauerte jedoch keine drei Minuten, bis der überhebliche Werdum in einen Konterschlag Miocics lief und brutal ausgeknockt wurde. Seine erste Titelverteidigung absolvierte Miocic vor heimischem Publikum in Cleveland bei UFC 203 im September 2016. Hierbei gelang ihm gegen Alistair Overeem abermals ein Knockout-Sieg in der ersten Runde. Im Mai 2017 verteidigte Miocic seinen Titel bei UFC 211 im Rematch gegen Junior dos Santos, wiederum durch Knockout in Runde eins. Bei UFC 220 im Januar 2018 besiegte er Francis Ngannou nach fünf Runden und verteidigte seinen Titel zum dritten Mal in Folge, was ihn zum erfolgreichsten UFC Heavyweight Champion macht.
Bei seiner nächsten Titelverteidigung bei UFC 226 gegen Daniel Cormier ging Miocic überraschend in der ersten Runde K. o., womit er den Schwergewichtstitel verlor. 2019 konnte Miocic bei UFC 241 sein Rematch gegen Champion Daniel Cormier durch technischen K. o. in der vierten Runde für sich entscheiden und ist seitdem wieder UFC Heavyweight Champion. Auch im dritten Aufeinandertreffen bei UFC 252 gewann Miocic nach 5 Runden gegen Daniel "DC" Cormier und entschied die Trilogie mit 2:1 für sich.
Am 27. März 2021 traf Miocic bei UFC 260 zum zweiten Mal auf Francis Ngannou und wurde von diesem in der zweiten Runde ausgeknockt, wodurch er den Schwergewichtstitel abermals verlor.

## Erfolge
- Ultimate Fighting Championship

- 4× UFC Heavyweight Champion
- 1× "Knockout of the Night"-Auszeichnung
- 4× "Performance of the Night"-Auszeichnung
- 3× "Fight of the Night"-Auszeichnung

## Mixed Martial Arts Statistik
| Professionelle Bilanz |          |               |
| 24 Kämpfe             | 20 Siege | 4 Niederlagen |
| Durch K. o.           | 15       | 3             |
| Durch Aufgabe         | 0        | 0             |
| Durch Punkte          | 5        | 1             |